# Bunker Records
Bunker Records is een undergroundplatenlabel uit Den Haag, gespecialiseerd in acid house, electro en housemuziek. Het label werd begin jaren 90 opgericht door Guy Tavares.
Bekende artiesten die op Bunker uitkomen zijn I-F, Rude 66, Legowelt en Orgue Electronique.